# 829 до н. е.

## Події
- За однією з версій, початок правління Маттана I, царя Тіру. За Вергілієм, його сестрою була Дідона, засновниця Карфагену.

### Астрономічні явища
- 25 червня. Кільцеподібне сонячне затемнення.[1]
- 19 грудня. Повне сонячне затемнення.[1]

## Народились
- За однією з версій Каран Македонський, македонський цар